# Simion Schobel
Simion Schobel, także Simon Schobel (ur. 22 lutego 1950 w Sebeș) – rumuński piłkarz ręczny, medalista olimpijski.
Uczestnik letnich igrzysk olimpijskich. Na igrzyskach w Monachium zagrał w sześciu spotkaniach (dwie bramki), zdobywając brązowy medal olimpijski. 
W kadrze narodowej debiutował w 1968 roku. W seniorskiej reprezentacji zagrał 22 spotkania, strzelając osiem bramek. Wliczając spotkania we wszystkich kadrach Rumunii, reprezentował swój kraj w 50 spotkaniach (82 trafienia).
Po zakończeniu kariery zawodniczej został trenerem w Niemczech Zachodnich, w 1984 wybrany trenerem roku.